# Trypoxylon imayoshii
Trypoxylon imayoshii — вид песочных ос из подсемейства Crabroninae (триба Trypoxylini).

## Распространение
Дальний Восток: Приморский край, Япония.

## Описание
Длина 6—10 мм. Передний край наличника с сильным прямоугольным выступом. Переднее крыло с 1 радиомедиальной и 1 дискоидальной ячейками.